# Phạm Hoàng Lâm
Phạm Hoàng Lâm (sinh ngày 6 tháng 3 năm 1993) là một cầu thủ bóng đá chuyên nghiệp người Việt Nam hiện đang thi đấu ở vị trí trung vệ cho Câu lạc bộ bóng đá Đồng Tháp.
Trưởng thành từ lò đào tạo trẻ của Đồng Tâm Long An, Phạm Hoàng Lâm từng là thành viên của đội tuyển U-23 quốc gia Việt Nam.